# Distretto di Staszów
Il distretto di Staszów (in polacco powiat staszowski) è un distretto polacco appartenente al voivodato della Santacroce.

## Geografia antropica

### Suddivisioni amministrative
Il distretto comprende 8 comuni.
- Comuni urbano-rurali: Osiek, Połaniec, Staszów
- Comuni rurali: Bogoria, Łubnice, Oleśnica, Rytwiany, Szydłów